# Fabian Barański

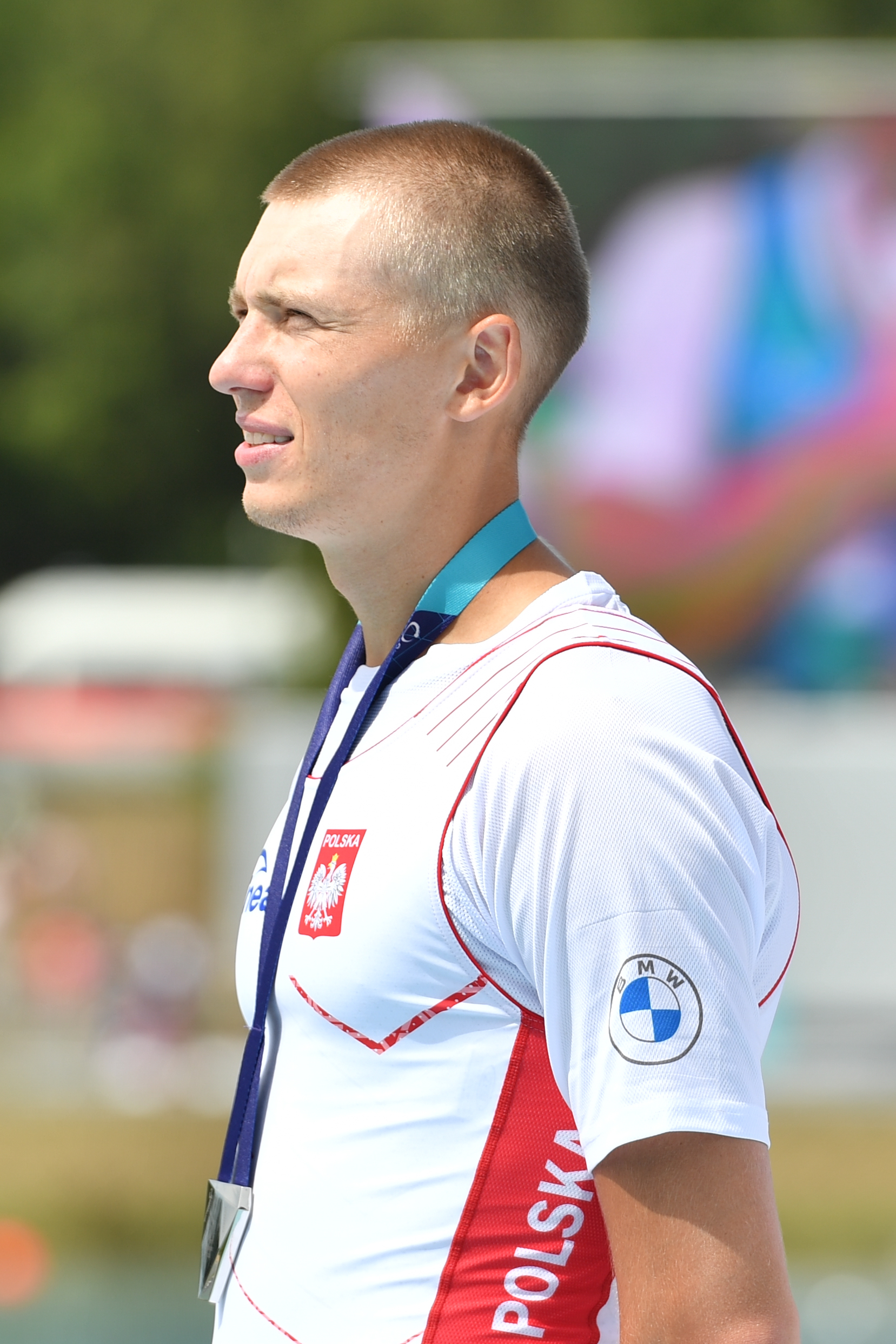
Fabian Barański, 2022 bei den Europameisterschaften in München

Fabian Barański (* 27. Mai 1999 in Włocławek) ist ein polnischer Ruderer. Er wurde 2019 Europameister, 2022 Weltmeister und 2024 Olympiadritter.

## Sportliche Karriere
Fabian Barański war im Einer Neunter bei den Junioren-Europameisterschaften 2016 und 2017. 2018 gewann er zusammen mit Mateusz Swietek im Doppelzweier die Bronzemedaille bei den U23-Weltmeisterschaften.
2019 siegte er mit dem polnischen Doppelvierer beim Weltcup in Plowdiw. Für die Europameisterschaften 2019 in Luzern bildete der 1,96 große Barański einen Doppelzweier mit Mirosław Ziętarski. Die beiden gewannen den Titel vor den Schweizern und den Rumänen. Danach kehrte Barański in den Doppelvierer zurück und gewann auch die beiden anderen Weltcup-Regatten in Posen und in Rotterdam. Bei den Weltmeisterschaften 2019 in Linz-Ottensheim siegte der Doppelvierer aus den Niederlanden mit fast vier Sekunden Vorsprung auf die polnische Crew mit Dominik Czaja, Wiktor Chabel, Szymon Pośnik und Fabian Barański, die ihrerseits eine halbe Sekunde Vorsprung vor den drittplatzierten Italienern hatte.
Bei den Europameisterschaften 2020 belegte der polnische Doppelvierer den fünften Platz. 2021 in Varese folgte der vierte Platz. Bei den Olympischen Spielen in Tokio erreichten Czaja, Chabel, Pośnik und Barański als Vorlaufsieger vor den Italienern das Finale. Dort belegten sie den vierten Platz mit 0,3 Sekunden Rückstand auf die drittplatzierten Australier. Im Jahr darauf gewannen Dominik Czaja, Mateusz Biskup, Mirosław Ziętarski und Fabian Barański die Silbermedaille bei den Europameisterschaften 2022 in München hinter dem italienischen Doppelvierer. Einen Monat später siegten die Polen bei den Weltmeisterschaften in Račice u Štětí vor den Briten und den Italienern. 2023 gewann der polnische Doppelvierer den Titel bei den Europameisterschaften in Bled. Bei den Weltmeisterschaften in Belgrad, drei Monate später, siegten die Niederländer vor den Italienern und den Polen. 2024 bei den Europameisterschaften in Szeged gewann der italienische Doppelvierer vor den Schweizern. Dominik Czaja, Mateusz Biskup, Mirosław Ziętarski und Fabian Barański wurden Dritte mit 0,67 Sekunden Rückstand auf die Schweizer. Bei den Olympischen Spielen in Paris erreichten die Polen als Vorlaufzweite hinter den Italienern und vor den Schweizern direkt das Finale. Im Endlauf siegten die Niederländer mit 2,4 Sekunden Vorsprung vor den Italienern, 0,19 Sekunden dahinter wurden die Polen Dritte mit fast zwei Sekunden Vorsprung vor den viertplatzierten Briten.